# Aspidiophorus ophiodermus
Aspidiophorus ophiodermus is een buikharige uit de familie Chaetonotidae. Het dier komt uit het geslacht Aspidiophorus. Aspidiophorus ophiodermus werd in 1983 voor het eerst wetenschappelijk beschreven door Balsamo. 